# 内森·沃尔夫
内森·沃尔夫（英語：Nathan Daniel Wolfe，1970年8月24日—）是一位美国病毒学家，本科毕业于哈佛大学，现为斯坦福大学洛里·I·洛基访问教授，主要科普作品有《病毒来袭：如何应对下一场流行病的暴发》（The Viral Storm: the Dawn of a New Pandemic Age）等。